# Abdelmajid Lakhal
 Abdelmajid Lakhal  (Bizerta, 29 de noviembre de 1939 − Túnez, 27 de septiembre de 2014) fue un actor y director tunecino de teatro y cine. 

## Biografía
Abdelmajid Lakhal nació en Bizerta el 29 de noviembre de 1939 y pasó la juventud en Hammam-Lif. Su primer trabajo fue en Khatimatou Ennafaf (1948). 
En 1960 ingresó al Conservatorio Nacional de Teatro, Música y Danza de la ciudad de Túnez. En 1971 obtuvo su primer trabajo profesional como director, y en 1974 dirigió El mercader de Venecia de William Shakespeare. En 1975 fue el fariseo en El Mesías de Roberto Rossellini y en 1976 interpretó al zelote en Jesús de Nazaret de Franco Zeffirelli.
En 2000 y 2001 dirigió La gaviota (en árabe: Al-Nawres) de Antón Chéjov en el Teatro Municipal de Túnez. Después de muchos trabajos en teatro, televisión y cine, organizaba y era director de giras de la Compañía del Teatro Municipal de Túnez.

## Teatro
El reciente trabajo de A. Lakhal en teatro fue la adaptación de Baruffe chiozzotte  de Carlo Goldoni (Baruof a Chioggia - El Khsuma) en 2000 y 2001 y la representación de Al-Nawres ('La gaviota') de Antón Chéjov en 2005. Ambos programas comenzaron la gira en el Festival Internacional de Cartago y luego en el Teatro Municipal de la ciudad de Túnez.

## Premios
- 1983: Premio como actor en el Festival de las Televisiones Árabes.
- 1989: Oficial de Mérito.

## Televisión
Participó en programas de la televisión tunecina a partir de 1966.
- 1967: Le quatrième acteur de Noureddine Kasbaoui
- 1967: Le Médecin malgré lui de  Molière
- 1967: L'Avare de Molière
- 1970: Interdit au public de Roger Dornès y Jean Marsan
- 1973: J'avoue de Hamadi Arafa
- 1974: Histoire d'un poème de Noureddine Chouchane
- 1976: Ziadatou Allah II de Ahmed Harzallah (telefilme)
- 1983: Yahia Ibn Omar de Hamadi Arafa (telefilme) (primer premio de interpretación)
- 1984: Cherche avec nous de Abderrazak Hammami (telefilme monthly for 4 years)
- 1985: El Watek bellah el hafsi de Hamadi Arafa (telefilme)
- 1989: Cantara de Jean Sagols (telefilme de Antenne 2)
- 1991: Les gens, une histoire de Hamadi Arafa
- 1992: Autant en emporte le vent de Slaheddine Essid (telefilme tunecino de 14 episodios)
- 1994: Par précaution de Safoudh Kochairi
- 1996: L'homme de la médina de Paolo Barzman
- 1996: Abou Raihana de Fouaz Abdelki (30 episodios)
- 1999-2001: Souris à la vie de Abderrazak Hammami (dos veces 30 episodios)

## Fotografías

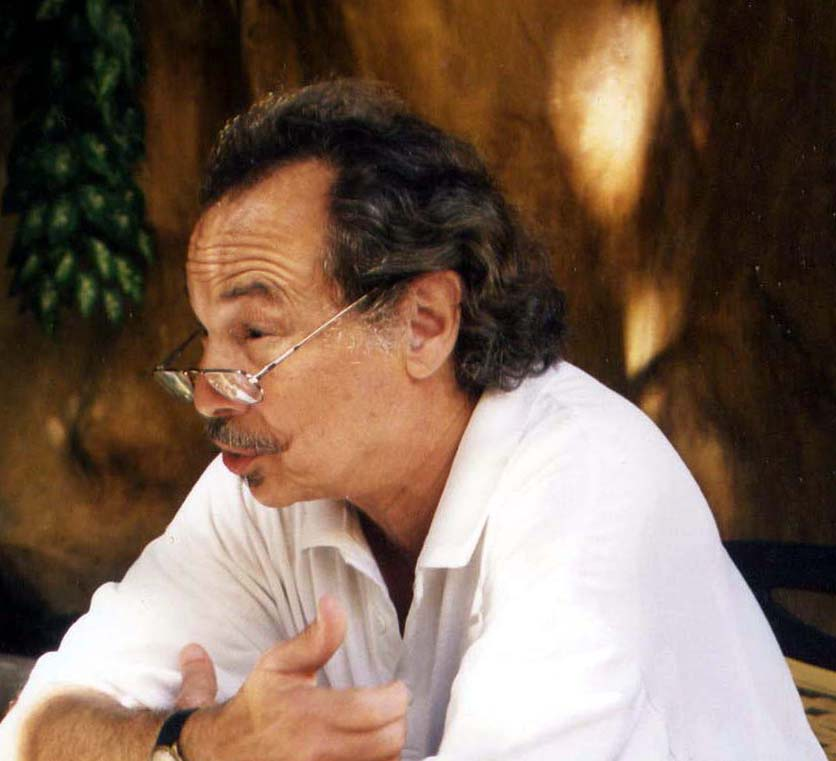
En un café en 2004
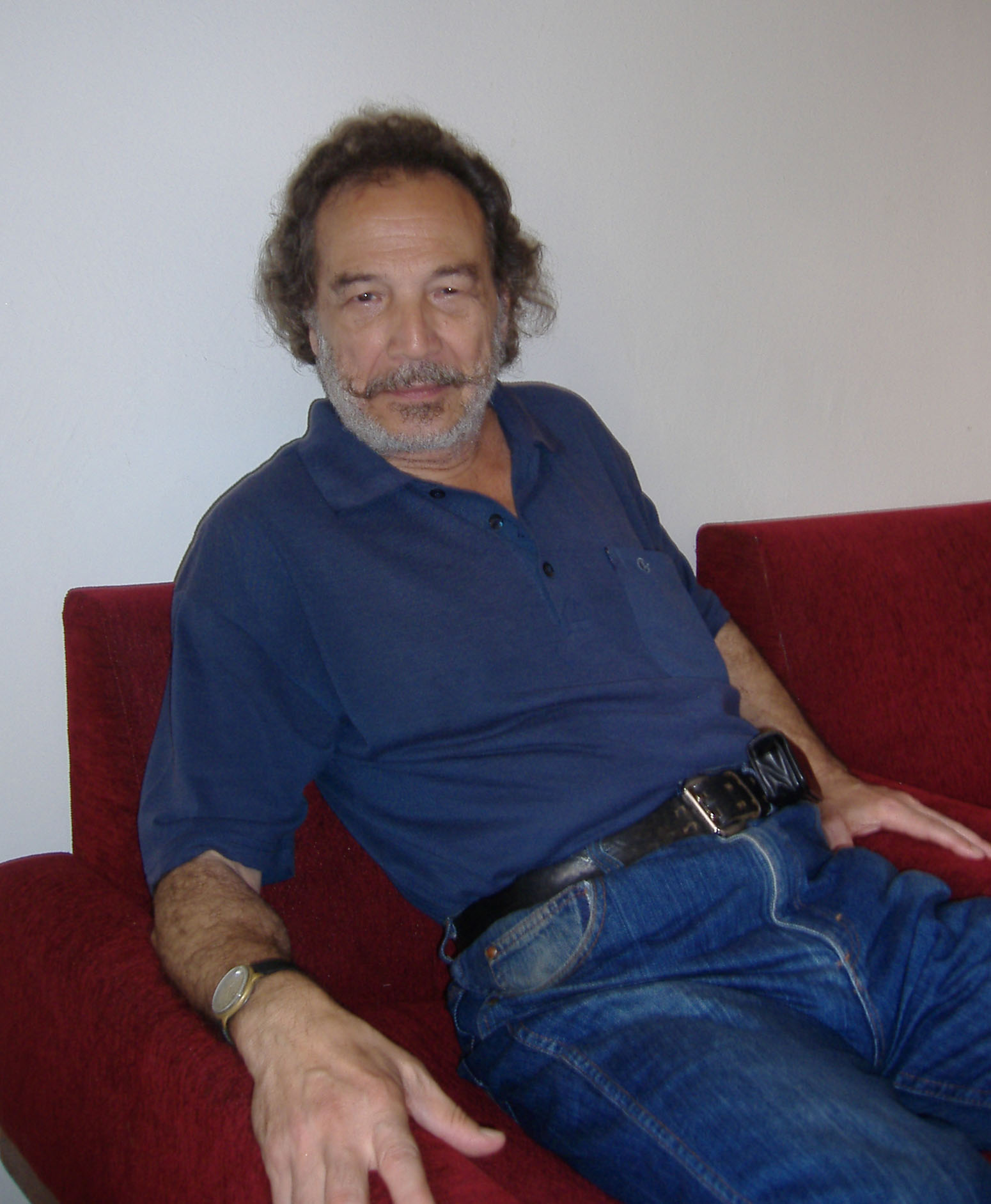
En 2007